# Corsesca
La corsesca és una arma d'asta, una variant de la partesana de ferro fort que les seves "orelletes", fulles (o ganxos) als costats en forma de trident formen un angle i són de més gran marca. La veu prové del francès corsesque.
En francès i anglès es diferencien de les partesanes per les fulles llargues al trident, que si són ganxos es denominen ranseur, i si són llances de ferro tridentí entren en la família de les partesanes.
La corsesca és "una altra" de les armes denominades "oficials" o de "parada"; és a dir, no va ser emprada ni creada per a la guerra. A l'origen aquesta arma va tractar de representar la "flor de lis" francesa essent una arma de tropes i guàrdies de l'aristocràcia. S'usà sobretot durant el segle XVI. Si en lloc de trident té una forma de ferro amb garfis o ganxos corbats cap al sòl, rep el nom, en castellà, de roncona.